# S:t Michel

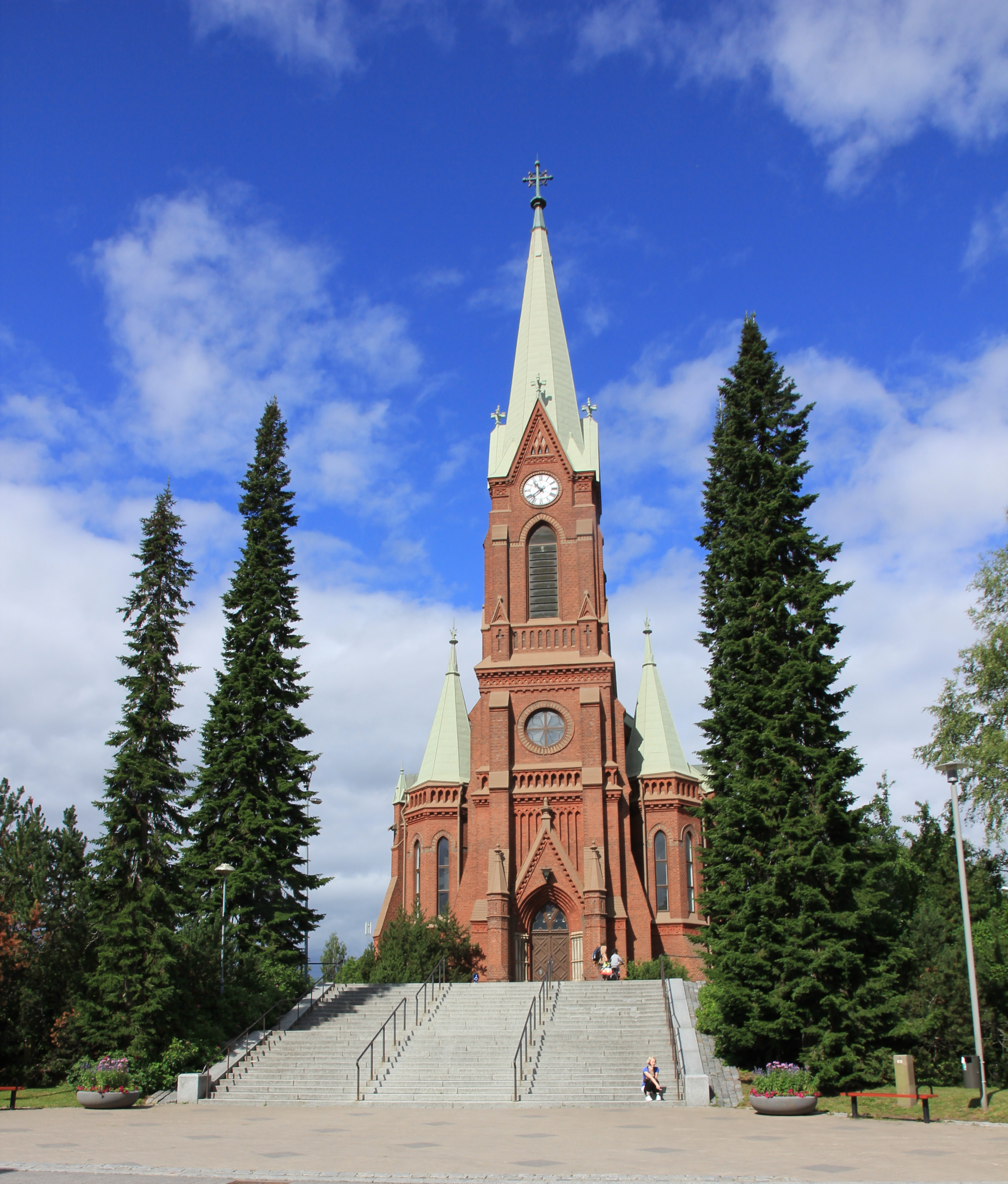
S:t Michels domkyrka

S:t Michel [saŋkt 'mikːel] (finska: Mikkeli) är en stad i landskapet Södra Savolax i Finland. S:t Michel har 52 122 invånare och har en yta på 3 229,57 km², varav 681,11 km² är vattenområden. Grannkommuner är Hirvensalmi, Jockas, Kangasniemi, Mäntyharju, Pieksämäki, Puumala och Savitaipale. 
S:t Michel är enspråkigt finskt. 
Centraltätorten har 35 967 invånare (2012).

## Historia
De äldsta tecknen på bebyggelse i S:t Michel är från 4000−2000 f.Kr.
Stamsocken för hela Savolax var Savilahti (Sankt Michel). Den var på 1200-talet en ortodox pogost. Efter freden i Nöteborg 1323 blev den en katolsk kyrksocken och nämns som sådan 1329. Jockas torde ha grundats som ett kapell under Savilahti omkring sekelskiftet 1400 och blev en självständig kyrksocken 1442.
Under Gustav III:s ryska krig var den svenska arméns högkvarter ofta placerade i S:t Michel och Gustaf III vistades där. S:t Michel fick stadsrättigheter 1838 genom beslut av kejsar Nikolaj I.
Under krigen 1939−1945 hade Gustaf Mannerheim sitt högkvarter i Centralfolkskolan, numera Huvudstabsmuseet (fi. Päämajamuseo), i S:t Michel, liksom han haft det i samma stad under en period under finska inbördeskriget.
S:t Michel var residensstad i S:t Michels län och Östra Finlands län.

### Administrativ historik
Staden S:t Michel samt kommunerna S:t Michels landskommun och Anttola sammanslogs den 1 januari 2001 till den nya storkommunen och staden S:t Michel. 1 januari 2007 sammanslogs staden S:t Michel och kommunen Haukivuori till den nya staden S:t Michel. S:t Michel hade före sammanslagningen 46 544 invånare och hade en yta på 1 622,11 km², varav 1 306,14 var landområden.. Den 1 januari 2013 slogs kommunerna Kristina och Suomenniemi ihop med S:t Michel till den nya staden S:t Michel.

## Politik

### Mandatfördelning i S:t Michels stad, valen 1976–2021
| 3 | 16 | 3 | 6 | 2 | 13 |

| 3 | 17 | 3 | 3 | 2 | 15 |

|  | 20 |  | 6 |  | 19 |

|  | 18 |  |  | 6 |  |  | 19 |

|  | 19 | 7 |  | 6 |  | 15 |

|  | 18 | 6 |  | 7 |  | 16 |

|  | 18 | 6 | 17 |  | 15 |

|  | 21 | 4 | 16 |  | 15 |

| 41 | 18 |

| 18 | 5 | 3 | 14 |  | 17 |

| 35 | 24 |

| 15 | 4 | 7 | 16 | 3 | 14 |

| 37 | 22 |

| 14 | 6 | 3 | 14 | 3 | 11 |

| 29 | 22 |

| 11 | 5 | 9 | 12 |  |  | 11 |

| 28 | 23 |

### Vänorter
S:t Michel har följande vänorter:
- Borås, Sverige
- Molde, Norge
- Vejle, Danmark
- Békéscsaba, Ungern
- Mõisaküla, Estland
- Kreis Ostholstein, Tyskland

## Ekonomi och infrastruktur

### Kommunikationer

#### Järnvägar
Savolaxbanan löper genom staden i nord-sydlig riktning. Persontåg stannar i S:t Michel. Persontågen slutade trafikera Haukivuori station i augusti 2014. 

#### Landsvägar
Riksväg 5 passerar S:t Michel och är stadens främsta landsvägsförbindelse. Riksväg 13 leder till Kangasniemi och Jyväskylä (NV) och Villmanstrand (SO). Länsväg 62 går österut till Anttola och vidare mot Imatra. Länsväg 72 löper norrut från centralorten via Haukivuori mot Pieksämäki.

#### Flyg
Sankt Michels flygplats ligger på 3 kilometers avstånd från centrum. För tillfället[när?] bedrivs ingen reguljär passagerartrafik efter att European Executive Express på grund av konkurs upphört med sina flygningar i oktober 2005.

#### Sjövägar
Saimen skjuter in en vik upp till S:t Michels centrum, varifrån det sommartid går turisttrafik till bland annat Villmanstrand.

## Demografi

### Befolkningsutveckling
| Befolkningsutvecklingen i S:t Michels stad 1975–2020                                                         | Befolkningsutvecklingen i S:t Michels stad 1975–2020 | Befolkningsutvecklingen i S:t Michels stad 1975–2020 | Befolkningsutvecklingen i S:t Michels stad 1975–2020 | Befolkningsutvecklingen i S:t Michels stad 1975–2020 |
| --- | ---------------------------------------------------- | ---------------------------------------------------- | ---------------------------------------------------- | ---------------------------------------------------- |
| |                                                      |                                                      |                                                      |                                                      |
| År |                                                      |                                                      | Folkmängd                                            |                                                      |
| 1975 | 1975                                                 |                                                      | 51 719                                               |                                                      |
| 1980 | 1980                                                 |                                                      | 52 505                                               |                                                      |
| 1985 | 1985                                                 |                                                      | 53 800                                               |                                                      |
| 1990 | 1990                                                 |                                                      | 54 404                                               |                                                      |
| 1995 | 1995                                                 |                                                      | 55 563                                               |                                                      |
| 2000 | 2000                                                 |                                                      | 55 222                                               |                                                      |
| 2005 | 2005                                                 |                                                      | 54 728                                               |                                                      |
| 2010 | 2010                                                 |                                                      | 54 455                                               |                                                      |
| 2015 | 2015                                                 |                                                      | 54 665                                               |                                                      |
| 2020 | 2020                                                 |                                                      | 52 583                                               |                                                      |
| Anm: Uppgifterna avser förhållandena den 31 december nämnda år enligt områdesindelningen den 1 januari 2022. |                                                      |                                                      |                                                      |                                                      |

## Kultur

### Bebyggelse
Norr om riksvägen 5 följer gatorna ett rutnät som skapades 1842 av C. L. Engel.
I S:t Michels centrala delar märks kyrkomuseet (inrymt i en stensakristia från 1500-talet, Savolax äldsta byggnad), länsstyrelsens hus (Carl Ludvig Engel, 1842) och stadshuset (Selim A. Lindqvist, 1912) vid stadens centrala torg, domkyrkan (Josef Stenbäck, 1897), landsförsamlingens träkyrka vid södra utfarten (Charles Bassi, 1817), Östra försvarsområdets stab (Aarne Ehojoki, 1965) samt konsert- och kongresshuset Mikaeli (Arto Sipinen, 1988).
Träkyrkans klockstapel står bredvid kyrkan.

### Sevärdheter
- S:t Michel domkyrka, arkitekt Josef Stenbäck
- Naisvuori utsiktstorn från 1912
- "Stensakristian" (Kivisakasti) byggdes omkring 1320 tillsammans med en kyrka[11]
- Visulahti upplevelsepark
- Huvudstabsmuseet (Päämajamuseo)
- Kenkävero gamla prästgård

### Idrott
Idrottsföreningen Mikkelin Palloilijat från S:t Michel blev finska mästare i bandy 1968, men spelar inte längre bandy. Bandyklubben Mikkelin Kampparit, som blev finska mästare 2012 och 2015, har också sitt hemvist i S:t Michel.

## Bilder

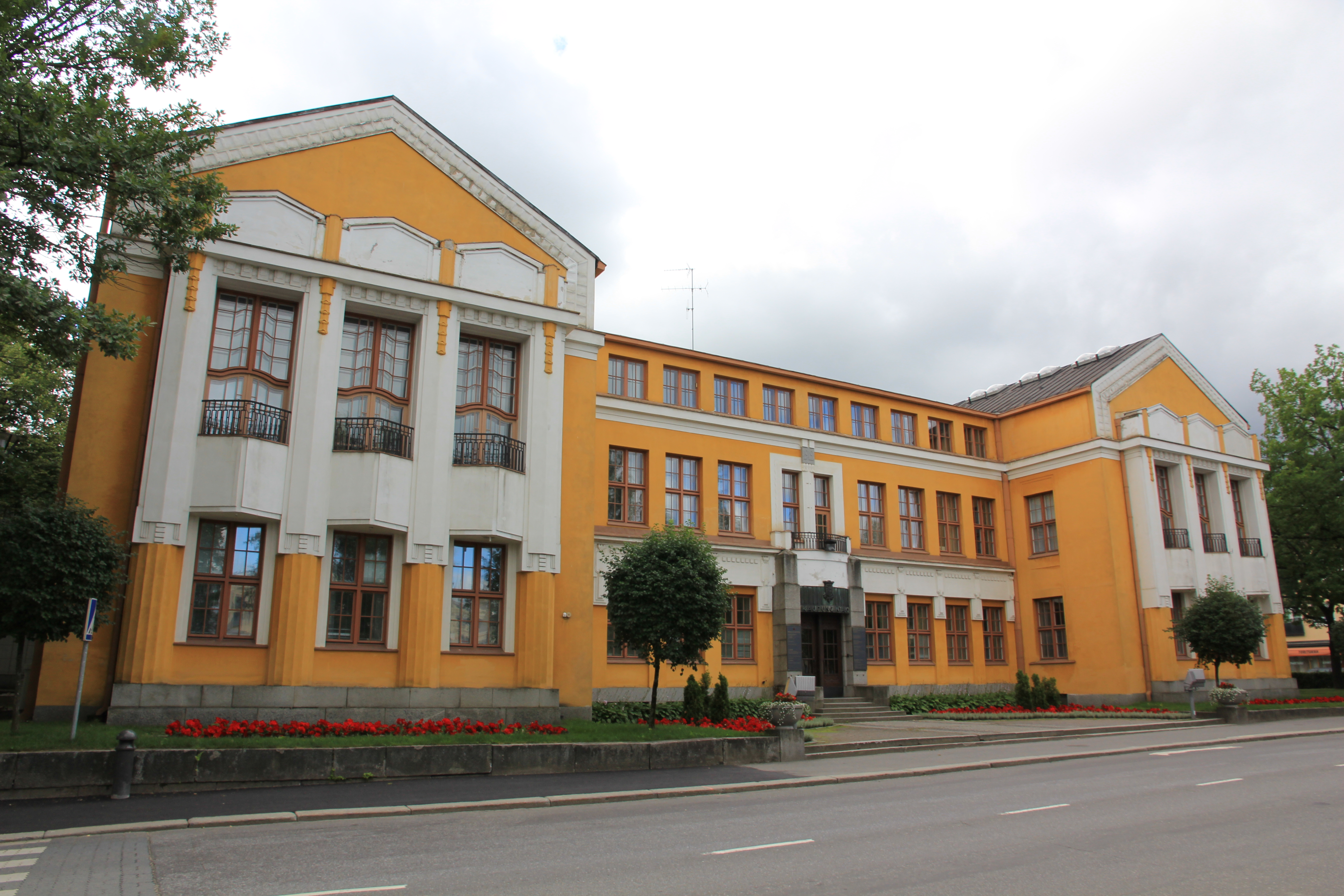
S:t Michels stadshus
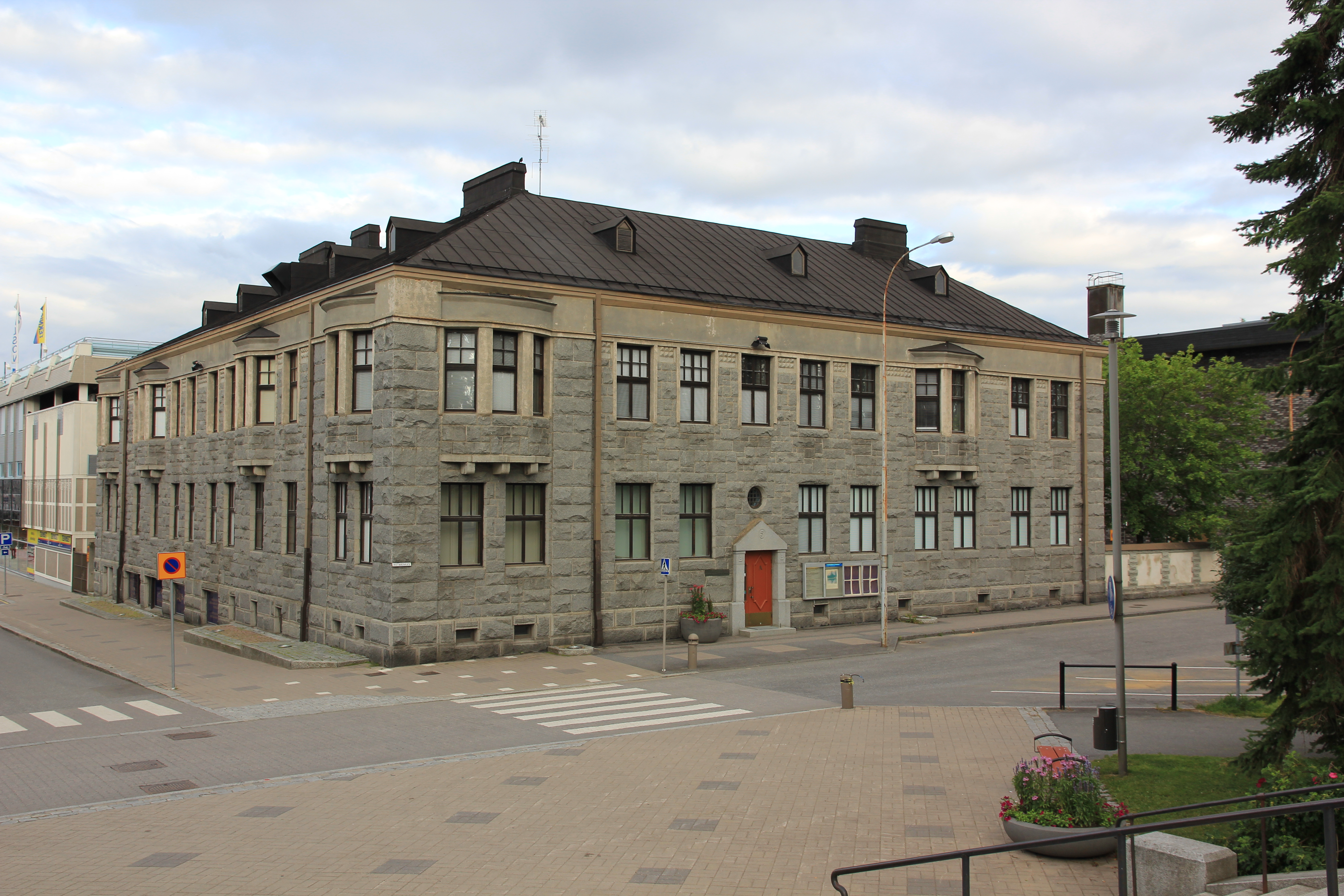
S:t Michels konstmuseum
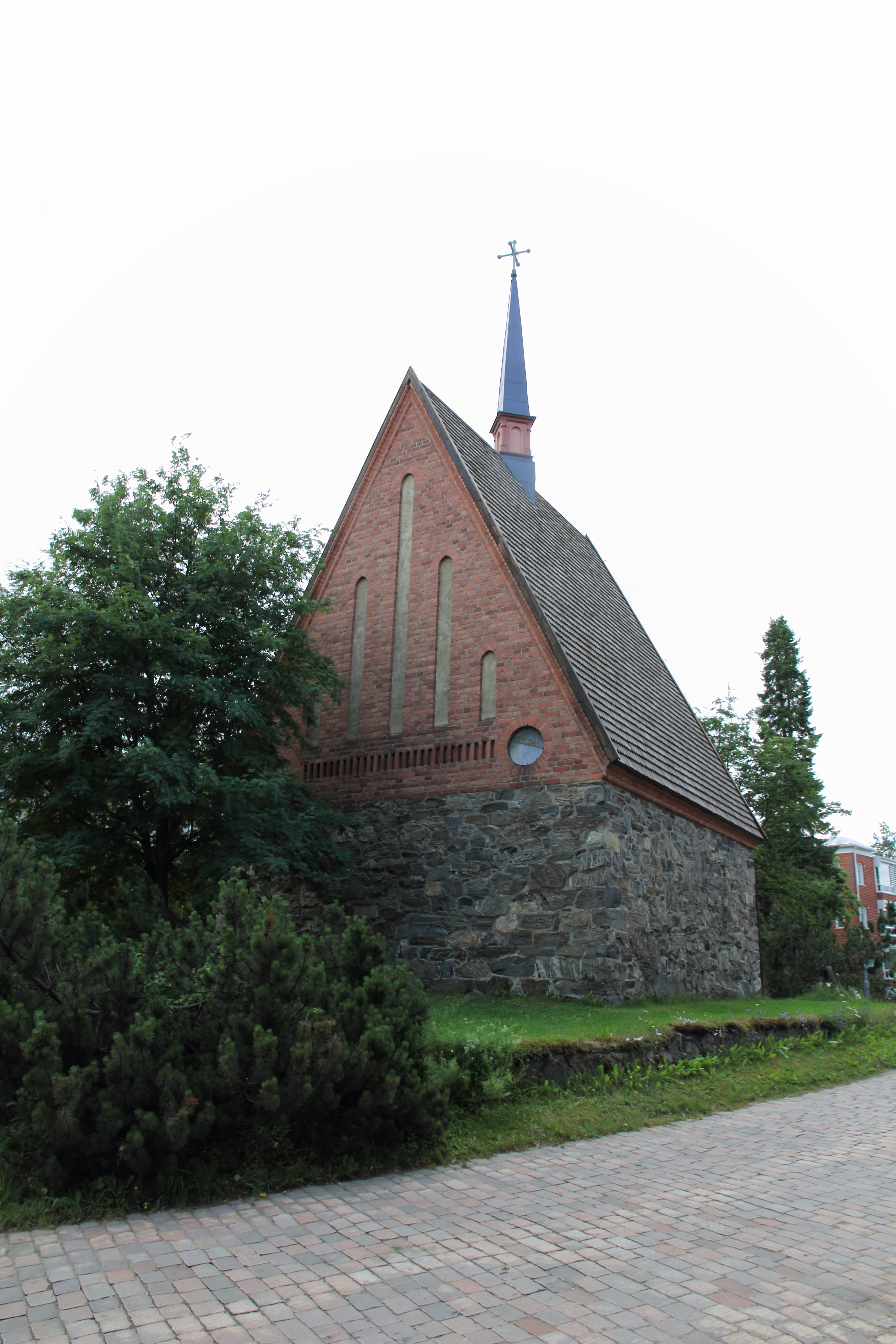
Sakristian är byggd ca 1520−1560.
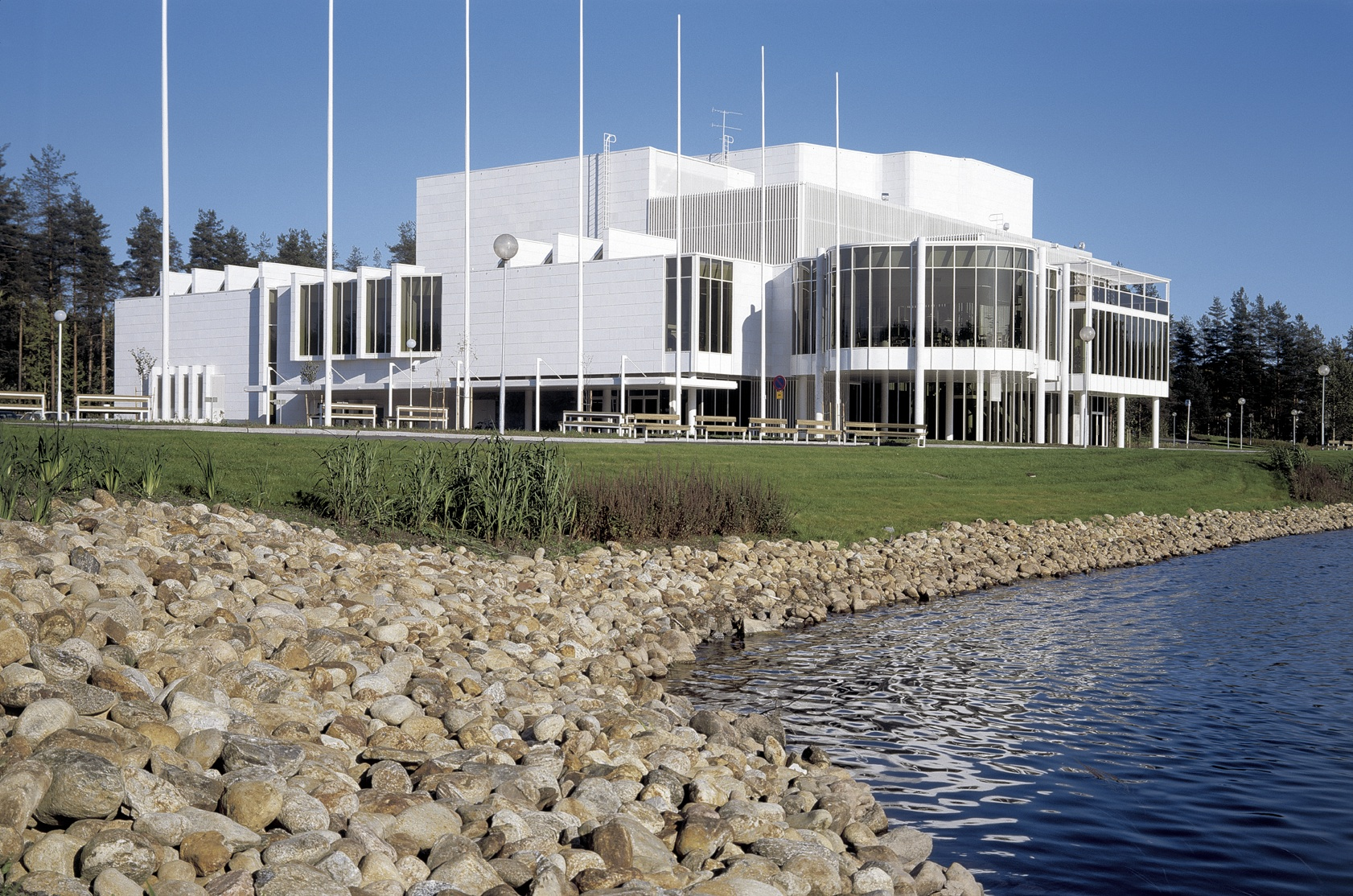
Konserthuset